# Jarrod Smith
Jarrod Smith (20 de junio de 1984 en Havelock North) es un exfutbolista neozelandés que jugaba como delantero.

## Carrera
Debutó en el Boulder Rapids Reserve en 2003, aunque ese año comenzó a estudiar en la Universidad de Virginia Occidental, por lo que comenzó a jugar para el West Virginia Mountaineers, equipo deportivo de la universidad. En 2007 fue contratado por el Crystal Palace Baltimore, pero no logró jugar ningún partido, siendo cedido a préstamo al Hawke's Bay United. En 2008 firmó con el Toronto FC, club canadiense participante en la Major League Soccer y a pesar de haber encontrado continuidad, dejó el club en 2009 para firmar con el Seattle Sounders FC. En 2010 regresó a Nueva Zelanda para jugar nuevamente en el Hawke's Bay en la temporada 2010/11. Finalizada la misma, fue contratado por el Ljungskile SK sueco, donde no logró jugar mucho, por lo que en enero de 2012 pasó al Lower Hutt City para luego volver al Hawke's Bay a mediados de año. En 2013 volvió al fútbol amateur firmando con el Napier City Rovers, aunque en 2014 regresaría a la ASB Premiership tras firmar con el Team Wellington. Al término de la temporada 2014/15 se retiró.

### Clubes
| Club                           | País           | Año         |
| ------------------------------ | -------------- | ----------- |
| Boulder Rapids Reserve         | Estados Unidos | 2003        |
| West Virginia Mountaineers     | Estados Unidos | 2003 - 2006 |
| Crystal Palace Baltimore       | Estados Unidos | 2007        |
| Hawke's Bay Un. (a préstamo)   | Nueva Zelanda  | 2007        |
| Toronto Football Club          | Canadá         | 2008        |
| Seattle Sounders Football Club | Estados Unidos | 2009        |
| Hawke's Bay United             | Nueva Zelanda  | 2010 - 2011 |
| Ljungskile Sportklubb          | Suecia         | 2011        |
| Lower Hutt City                | Nueva Zelanda  | 2012        |
| Hawke's Bay United             | Nueva Zelanda  | 2012 - 2013 |
| Napier City Rovers             | Nueva Zelanda  | 2013 - 2014 |
| Team Wellington                | Nueva Zelanda  | 2014 - 2015 |

### Selección nacional
Jugó su primer partido en representación de Nueva Zelanda el 23 de febrero de 2006 en un amistoso ante Malasia. Con los All Whites ganó la Copa de las Naciones de la OFC 2008 y participó en la Copa FIFA Confederaciones 2009.

## Palmarés
| Título          | Club               | País          | Año  |
| --------------- | ------------------ | ------------- | ---- |
| OFC Nations Cup | Selección nacional | Nueva Zelanda | 2008 |